# Julie Flo Mohagen
Julie Flo Mohagen (* 4. Juni 1996 in Oslo) ist eine norwegische Skirennläuferin. Ihre Stärken liegen in den technischen Disziplinen Slalom und Riesenslalom.

## Biografie
Mohagen stammt aus Oslo, besuchte das Norges Toppidrettsgymnas in Bærum und startet für den Ingierkollen og Rustad Slalåmklubb. Ab Dezember 2011 bestritt sie erste FIS-Rennen in ihrem Heimatland, blieb aber zunächst noch ohne nennenswerte Erfolge. Ab Januar 2013 klassierte sie sich auf dieser Rennebene regelmäßig unter den besten zehn und erreichte im April 2013 bei einem Slalom in Sauda den ersten Sieg. In der Vorbereitung zur Saison 2014/15 gewann sie den Slalom bei im Rahmen der neuseeländischen Meisterschaften und bestritt im Dezember 2014 ihre ersten Europacup-Rennen, wobei ein 12. Platz im Slalom von Hemsedal ihr einziges und bisher bestes Ergebnis blieb. 2015 gehörte sie zum norwegischen Aufgebot für die Juniorenweltmeisterschaften in Hafjell, wo sie Rang 18 im Slalom belegte und mit der Mannschaft die Goldmedaille im Teamwettkampf gewann.
Im Winter 2015/16 startete Mohagen ausschließlich bei Rennen in Nordamerika. Am 15. Dezember 2015 gelang ihr als Dritte des Slaloms von Panorama die erste Podestplatzierung im Nor-Am Cup, der erste Sieg folgte am 21. März 2016 in Vail ebenfalls im Slalom.

## Erfolge

### Nor-Am-Cup
- Saison 2015/16: 8. Slalomwertung
- 2 Podestplätze, davon 1 Sieg:

| Datum         | Ort  | Land | Disziplin |
| ------------- | ---- | ---- | --------- |
| 21. März 2016 | Vail | USA  | Slalom    |

### Europacup
- 1 Platzierung unter den besten 15

### Juniorenweltmeisterschaften
- Hafjell 2015: 1. Mannschaft, 18. Slalom

### Weitere Erfolge
- 11 Siege in FIS-Rennen